# WWE Draft (2011)
O WWE Draft (2011) foi o nono Draft produzido pela WWE, que aconteceu em 25 de abril de 2011. A companhia de wrestling profissional organiza anualmente o Draft para que seus empregados que estão em um dos dois programas (Raw e SmackDown) sejam transferidos de uma para a outra. O Draft foi transmitido ao vivo pela USA Network na Raw durante duas horas em Raleigh, Carolina do Norte do RBC Center. Como sempre, a maioria dos empregados foi passível de participar do Draft. Um Draft Suplementar exclusivo ao WWE.com foi anunciado no Draft comum para acontecer no dia seguinte, 26 de abril.
Um total de 30 seleções foram realizadas, com 31 empregados mudando de divisões. Apenas um campeão, o Campeão dos Estados Unidos Sheamus, foi transferido de divisão, levando seu título consigo. Este foi o último draft produzido pela WWE.

## Antes do Draft
A Brand Extension começou em março de 2002, onde o Raw e SmackDown! se tornaram divisões para onde os funcionários seriam divididos; com a ECW se envolvendo entre 2006 e 2009. Desde seu início, o Draft aconteceu anualmente, com exceção de 2003. A WWE anunciou oficialmente o Draft no Raw de 18 de abril.

## Seleção de lutadores

### Draft televisionado
Durante o Raw, representantes do Raw e SmackDown se envolveram em seis lutas por um total de oito seleções. A divisão da qual o vencedor da luta pertencia ganhava um certo número de seleções.

#### Lutas
| # | Luta                                                                                        | Estipulação                                | Vencedor                            |
| - | ------------------------------------------------------------------------------------------- | ------------------------------------------ | ----------------------------------- |
| 1 | 10 lutadores do Raw vs. 10 lutadores do SmackDown[a]                                        | Battle Royal de 20 lutadores por 1 seleção | SmackDown: Big Show e Kofi Kingston |
| 2 | Raw: Eve vs. SmackDown: Layla                                                               | Luta individual por 1 seleção              | Raw: Eve                            |
| 3 | Raw: Sheamus vs. SmackDown: Kofi Kingston                                                   | Luta individual por 1 seleção              | SmackDown: Kofi Kingston            |
| 4 | Raw: Dolph Ziggler vs. SmackDown: Randy Orton[b]                                            | Luta individual por 2 seleções             | SmackDown: Randy Orton              |
| 5 | Raw: Rey Mysterio[c] vs. SmackDown: Wade Barrett                                            | Luta individual por 2 seleções             | Raw: Rey Mysterio                   |
| 6 | Raw: CM Punk, Alberto Del Rio & The Miz vs. SmackDown: Christian, Mark Henry & John Cena[d] | Luta de trios por 1 seleção                | Raw: Miz, Del Rio e Punk            |

a Os participantes foram: representando o Raw: Evan Bourne, Daniel Bryan, Ted DiBiase, Mark Henry, The Great Khali, Vladimir Kozlov, Santino Marella, Mason Ryan, Sheamus e Yoshi Tatsu; representando o SmackDown: Brodus Clay, Kane, Chris Masters, Drew McIntyre, Kofi Kingston, Cody Rhodes, Big Show e The Corre (Wade Barrett, Ezekiel Jackson, Justin Gabriel e Heath Slater)
b Randy Orton, originalmente do Raw, foi transferido para o SmackDown antes da luta acontecer, representando sua nova divisão.
c Rey Mysterio, originalmente do SmackDown, foi transferido para o Raw antes da luta acontecer, representando sua nova divisão.
d  Alberto Del Rio, originalmente do SmackDown, foi transferido para o Raw antes da luta acontecer. John Cena e Mark Henry, originalmente do Raw, também foram transferidos antes da luta. Cada um lutou por sua nova divisão.

#### Seleções
| Seleção # | Divisão (para) | Empregado (Nome real)               | Papel   | Divisão (de) |
| --------- | -------------- | ----------------------------------- | ------- | ------------ |
| 1         | SmackDown      | John Cena (John Felix Cena, Jr.)    | Lutador | Raw          |
| 2         | Raw            | Rey Mysterio (Óscar Gutiérrez)      | Lutador | SmackDown    |
| 3         | SmackDown      | Randy Orton (Randal Keith Orton)    | Lutador | Raw          |
| 4         | SmackDown      | Mark Henry (Mark Gordon Henry)      | Lutador | Raw          |
| 5         | SmackDown      | Sin Cara (Ignacio Almanza)          | Lutador | Raw          |
| 6         | Raw            | Big Show (Paul Wight)               | Lutador | SmackDown    |
| 7         | Raw            | Alberto Del Rio (Alberto Rodríguez) | Lutador | SmackDown    |
| 8         | Raw            | John Cena[e] (John Felix Cena, Jr.) | Lutador | SmackDown    |

e John Cena foi transferido do Raw para o SmackDown no começo da noite. No entanto, foi transferido de volta para o Raw ao fim do programa.

### Draft Suplementar
Um Draft Suplementar exclusivo ao WWE.com foi anunciado no Draft comum para acontecer no dia seguinte, 26 de maio. Nele aconteceram 22 seleções, com 23 empregados sendo transferidos de divisões.
| Seleção # | Divisão (para) | Empregado (Nome real)                      | Papel                  | Divisão (de) |
| --------- | -------------- | ------------------------------------------ | ---------------------- | ------------ |
| 9         | SmackDown      | Daniel Bryan (Bryan Danielson)             | Lutador                | Raw          |
| 10        | Raw            | Jack Swagger (Jacob Hager)                 | Lutador                | SmackDown    |
| 11        | SmackDown      | The Great Khali (Dalip Rana Singh)         | Lutador                | Raw          |
| 11        | SmackDown      | Ranjin Singh (Dave Kapoor)                 | Manager                | Raw          |
| 12        | SmackDown      | Jimmy Uso (Jonathan Solofa Fatu)           | Lutador                | Raw          |
| 13        | Raw            | Kelly Kelly (Barbara Blank)                | Diva                   | SmackDown    |
| 14        | Raw            | JTG (Jayson Paul)                          | Lutador                | SmackDown    |
| 15        | SmackDown      | Alicia Fox (Victoria Crawford)             | Diva                   | Raw          |
| 16        | SmackDown      | William Regal (Darren Matthews)            | Lutador e comentarista | Raw          |
| 17        | SmackDown      | Yoshi Tatsu (Naofumi Yamamoto)             | Lutador                | Raw          |
| 18        | Raw            | Drew McIntyre (Andrew Galloway)            | Lutador                | SmackDown    |
| 19        | SmackDown      | Natalya (Natalie Neidhart)                 | Diva                   | Raw          |
| 20        | Raw            | Curt Hawkins (Brian Myers)                 | Lutador                | SmackDown    |
| 21        | Raw            | Chris Masters (Christopher Mordetzky)      | Lutador                | SmackDown    |
| 22        | SmackDown      | Jey Uso (Joshua Samuel Fatu)               | Lutador                | Raw          |
| 23        | Raw            | Kofi Kingston (Kofi Sarkodie-Mensah)       | Lutador                | SmackDown    |
| 24        | SmackDown      | Ted DiBiase (Theodore Marvin DiBiase, Jr.) | Lutador                | Raw          |
| 25        | SmackDown      | Tyson Kidd (Theodore James Wilson)         | Lutador                | Raw          |
| 26        | SmackDown      | Tamina (Sarona Reiher)                     | Diva e valet           | Raw          |
| 27        | Raw            | Tyler Reks (Gabriel Allan Tuft)            | Lutador                | SmackDown    |
| 28        | SmackDown      | Alex Riley (Kevin Robert Kiley, Jr.)       | Lutador                | Raw          |
| 29        | Raw            | Beth Phoenix (Elizabeth Carolan Kocanski)  | Diva                   | SmackDown    |
| 30        | SmackDown      | Sheamus (Stephen Farrelly)                 | Lutador                | Raw          |